# Santé Magazine
Ne doit pas être confondu avec Le Magazine de la santé.
 (janvier 2013).
Si vous disposez d'ouvrages ou d'articles de référence ou si vous connaissez des sites web de qualité traitant du thème abordé ici, merci de compléter l'article en donnant les références utiles à sa vérifiabilité et en les liant à la section « Notes et références ».
 (décembre 2023).
Il peut être nécessaire de l'améliorer pour respecter le principe de neutralité de point de vue. Veuillez consulter la page de discussion pour plus de détails.

Santé Magazine est un magazine mensuel féminin français fondé en janvier 1976 par André Giovanni en France. Le titre est édité depuis 2007 par Uni-éditions (dénommé depuis 2018 Uni-médias), filiale de presse magazine du groupe Crédit Agricole. 
Santé Magazine est un des titres leaders de la presse santé en France, en audience et en diffusion,.

## Historique
André Giovanni a créé Santé Magazine en 1976. Fondateur du titre et actionnaire pendant 31 ans, il le cède en septembre 2007 à Uni-éditions, un groupe de presse éditant à cette époque 5 autres magazines,, devenu en 2018 Uni-médias.
En 2014, le magazine lance son prix Beauté Santé, récompensant les produits cosmétiques les plus efficaces, sûrs et respectueux de l’environnement,.
Une nouvelle formule du magazine est lancée en 2022. En 2023, Santé Magazine lance le Prix Bien Manger qui récompense des produits répondant à des critères nutritifs, durables, environnementaux et de bien-être animal.

## Ligne éditoriale
Santé Magazine informe ses lecteurs/lectrices sur les actualités liées au monde de la santé.
Les onglets présents sur le site sont : Santé. Traitements. Nutrition. Psycho-Sexo. Santé naturelle. Grossesse. Minceur.
Depuis son rachat par Uni-Éditions, Santé Magazine a fait l’objet de deux nouvelles formules menées par Aline Perraudin, directrice de la rédaction, dont la dernière, en janvier 2012, aborde la santé sous tous ses aspects.
En octobre 2020 est publié le magazine Naturissime, déclinaison trimestrielle de Santé Magazine, consacré à la santé, au bien-être, à l’écologie et à la nature.

## Comité scientifique
Le comité scientifique du mensuel Santé Magazine est composé de 12 personnalités, médecins, spécialistes et chercheurs dont le Pr Philippe Jeammet, psychiatre et psychanalyste ou Georges Vigarello, directeur de recherche à l’École des hautes études en sciences sociales.

## Diffusion
Tiré à 478 297 exemplaires en France, le magazine a été vendu à 287 618 exemplaires (diffusion payée) en 2011. Pour le premier semestre 2012, Santé Magazine connaît une progression de +11 % versus 2011.
Le magazine compte 111 145 abonnés (abonnements payés postaux d’après les résultats OJD 2011/12).
En 2022, Santé Magazine a une diffusion en France de 252 000 exemplaires (payée). 
La fréquentation du site Santémagazine.fr a augmenté.